# Szent István Király Múzeum
A Szent István Király Múzeum egy megyei hatókörű székesfehérvári múzeum, mely milliós darabszámú műtárgygyűjteményével Magyarország második legnagyobb múzeuma.

## Története

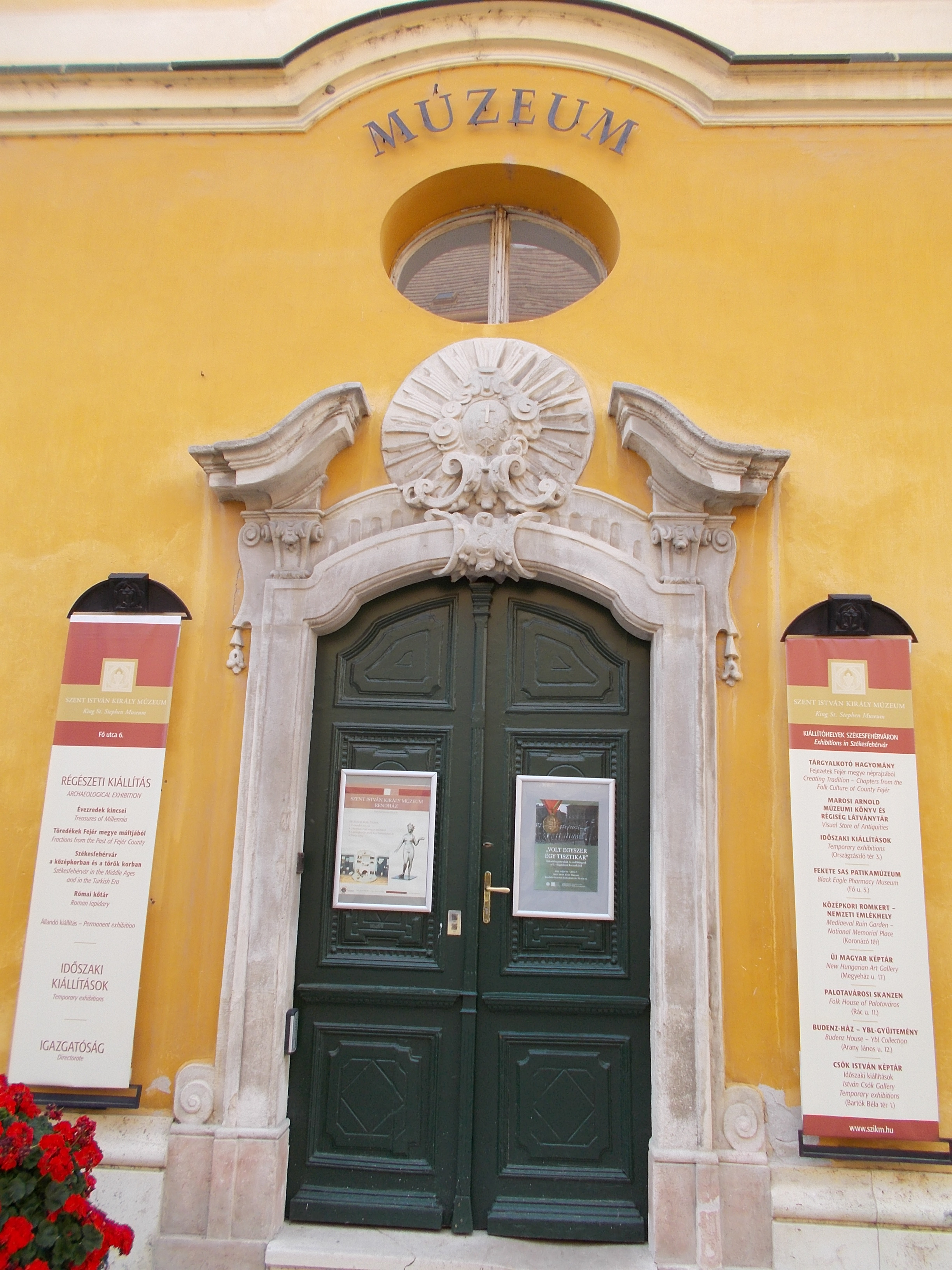
A múzeum főépületének régi főbejárata

Központi, igazgatósági épületét eredetileg az 1740-es években emelték a jezsuiták, majd a pálosok, később a ciszterciek rendháza volt. Az 1873-ban alakult Fejérvármegyei és Székesfehérvár Városi Történeti és Régészeti Egylet jogutódaként jött létre. 1963-tól Fejér Megyei Múzeumok Igazgatóságaként, 2013-tól megyei hatókörű városi múzeumként működik. Akkor Székesfehérvár Megyei Jogú Város fenntartásába kerültek a fehérvári egységek, s azóta – eredeti nevét visszakapva – megyei hatókörű városi múzeumként működik.

## Leírása
Az egykori refektóriumban és az első emeletre vezető főlépcsőházban rokokó stukkók láthatók. A második emeletre vezető lépcsőházat a Szűz Máriához könyörgő loretói litánia, 1768-ban készült freskóábrázolása ékesíti. Az épület rekonstrukciója és múzeummá alakítása 1978-ban indult, a faliképek restaurálását 1981–84 között végezték. A Fejér megye területén folytatott régészeti feltárások révén a Fejér Megyei Múzeumok Igazgatósága tartja dobogós helyét a legnagyobb gyűjteménnyel rendelkező magyar múzeumok között. Legfontosabb alkotásait a múzeum állandó régészeti kiállítása őrzi az egykori ciszterci kolostorban. A tárlatok 6500 év történetének tárgyi emlékeit mutatják be négy önálló kiállításban.

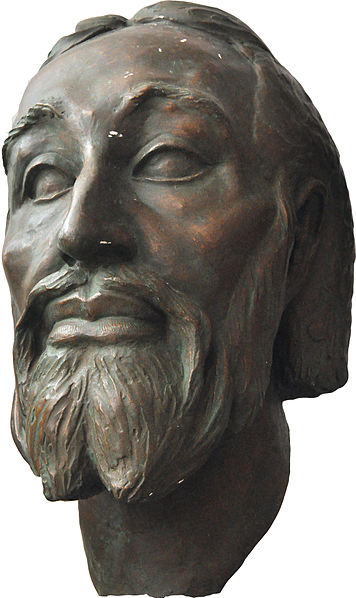
III. Béla magyar király arcrekonstrukciója

A múzeum küldetése a régészet, a néprajz, a képző- és iparművészet, a helytörténet és az antropológia tárgyi és szellemi örökségének gyűjtése, feldolgozása, kutatása, konzerválása, megőrzése és bemutatása. A múzeum kitűzött célja, hogy a múlt emlékeit, az abból kibomló ismereteket, a jelenben folyamatosan életre keltő művészetet oly módon tárja a látogatók elé, hogy az számukra izgalmas, érthető, élvezhető „időutazást” jelentsen, s hozzájáruljon jelenünk árnyaltabb megértéséhez.
Az állandó kiállítás olyan i. e. 12. századi kincseket mutat be, amelyeket gyerekek találtak meg a Velencei-tó partján: ékszereket, sisakokat, lábvérteket. Királyaink, őseink sírmaradványai a múzeum rendházában tekinthetők meg. Extrém szokásokról, rítusokról tanúskodik az itt látható nyújtott koponya és a temetkezési tárgyak tömege is.
Az igazgatósági épületben állandó régészeti kiállítás, foglalkoztatóterem és az időszaki kiállításoknak is helyet adó díszterem látogatható. Ez a muzeológusok, a restaurátorok, a közművelődési szakemberek munkaterülete, és a külön engedéllyel kutatható adattár is itt helyezkedik el.
A képzőművészeti gyűjteményekben számos elismert, neves alkotó (például Aba-Novák Vilmos, Áron Nagy Lajos, Bak Imre, Banga Ferenc, Bartha László, Bencze László, Bencsik István, Bokros Birman Dezső, Borbereki-Kovács Zoltán, Bullás József, Friedrich Ferenc, Galántai György, Gábor Marianne, Gácsi Mihály, Gyenis Tibor, Harasztÿ István, Hincz Gyula, Hopp-Halász Károly, El Kazovszkij, Kuchta Klára, Nemes-Lampérth József, Pauer Gyula, Rétfalvi Sándor, Réti István, Samu Géza, Solti Gizella, Šwierkiewicz Róbert, Szikora Tamás, Ioannidou Thomai, Tót Endre, Udvardi Erzsébet, Várnagy Tibor, Wagner Nándor és mások) művei megtalálhatóak.

### Kiállítóhelyei
- Szent István Király Múzeum – Rendház (Fő u. 6.)
- SZIKM Országzászló téri kiállítóhelye (Országzászló tér 3.)
- Középkori romkert – nemzeti emlékhely (Koronázó tér)
- Fekete Sas Patikamúzeum (Fő u. 5.)
- Régi Vármegyeháza (Megyeház u. 17.)
- Csók István Képtár (Bartók Béla tér 1.)
- PALOTAVÁROSI SKANZEN (Rác utca 11.) Palotaváros története és néprajza című állandó kiállítás
- Budenz-ház – YBL-gyűjtemény (Arany János u. 12.)

## Munkatársai
- Fitz Jenő (1921-2011) történész, régész, igazgató
- Fülöp Gyula (1953-2019) régész, igazgató
- Fülöppné Romhányi Beatrix (1967) régész, történész
- Horváth Júlia Terézia (1954-2002) irodalomtörténész
- Horváthné Csukás Györgyi (1947) régész, néprajzkutató
- Kovalovszky Márta (1939) művészettörténész
- Kralovánszky Alán (1929-1993) régész
- Langó Péter (1972) régész
- Lukács László (1950-2023) néprajzkutató
- Makkay János (1933-2023) régész
- Marosi Arnold (1873-1939) régész, igazgató
- Nagy Árpád (1945-1989) régész
- Pesovár Ferenc (1930-1983) néprajzkutató
- Szabados György (1971) történész
- Torbágyi Melinda (1955-2023) régész

## Galéria

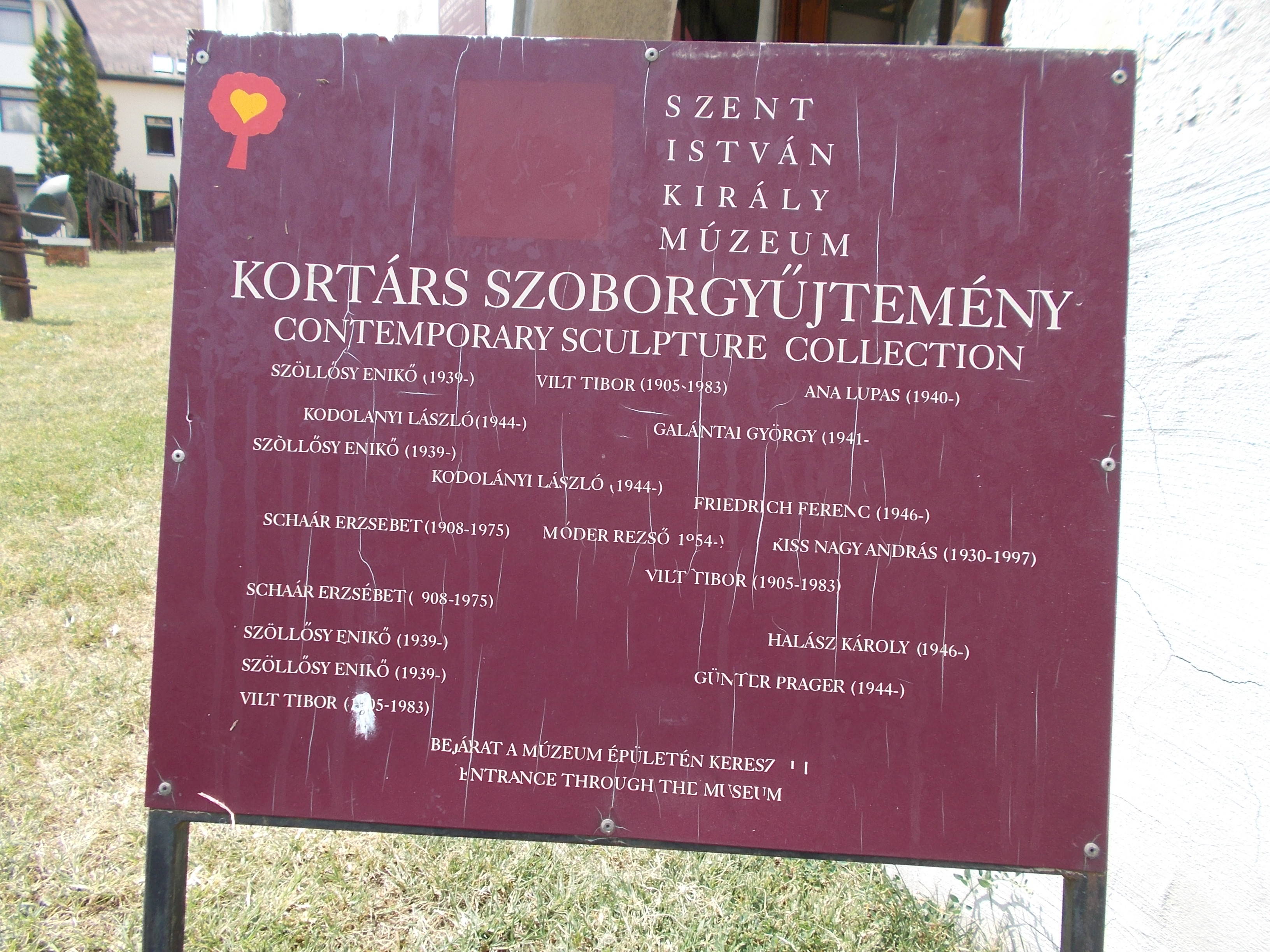
Kortárs szoborgyűjtemény
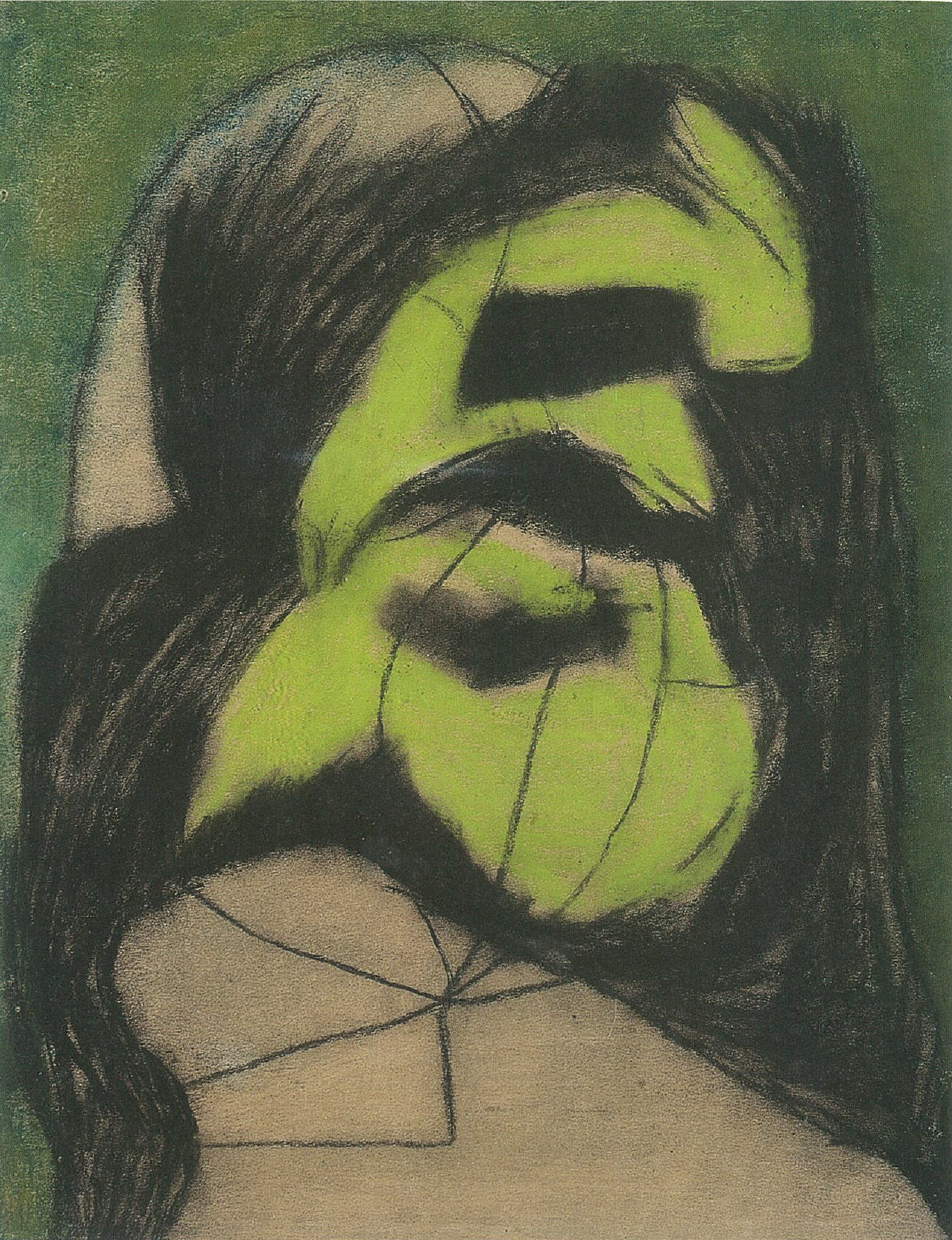
Vajda Lajos: Zöld maszk, 1938
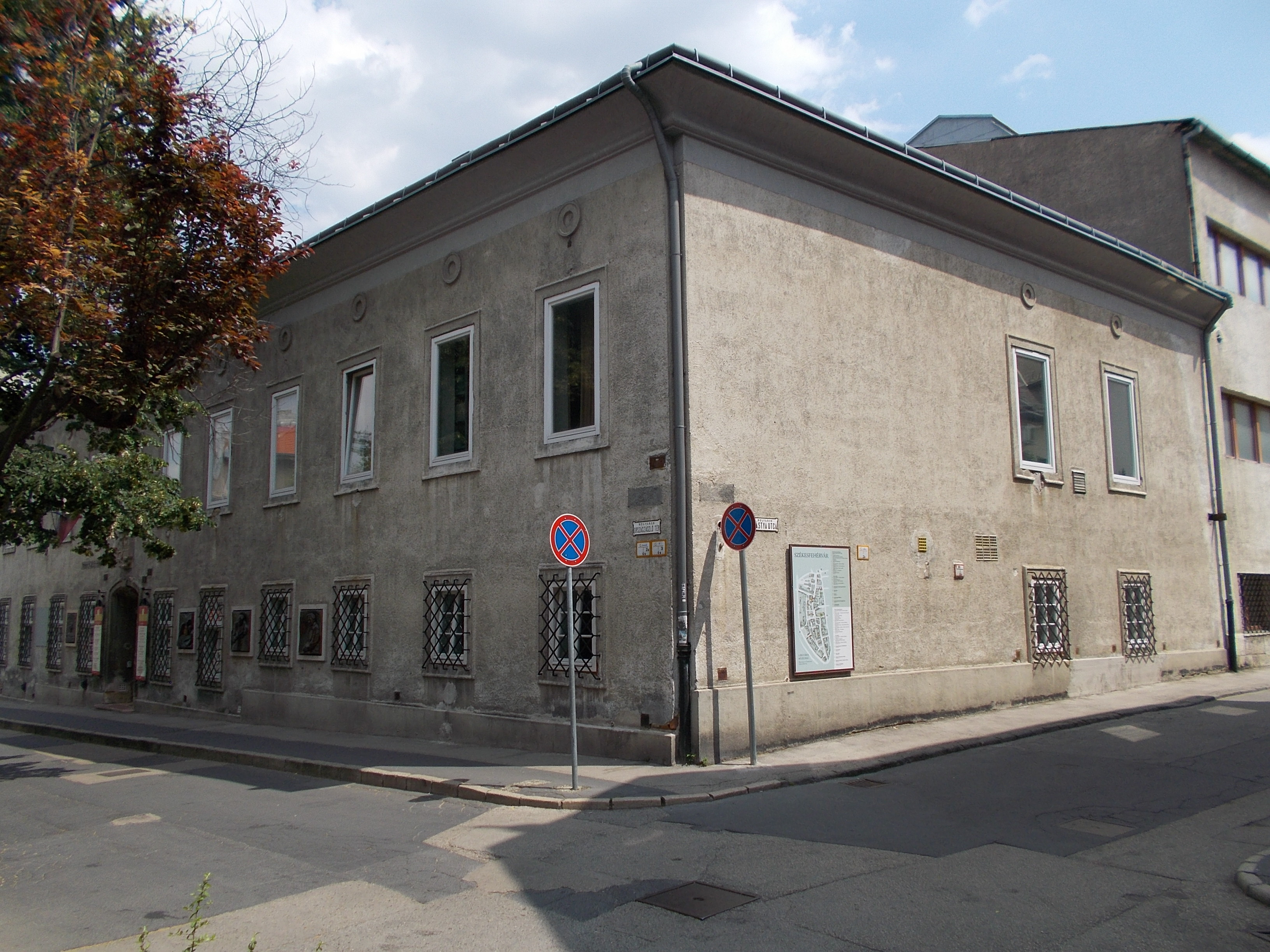
Az Országzászló téri épület
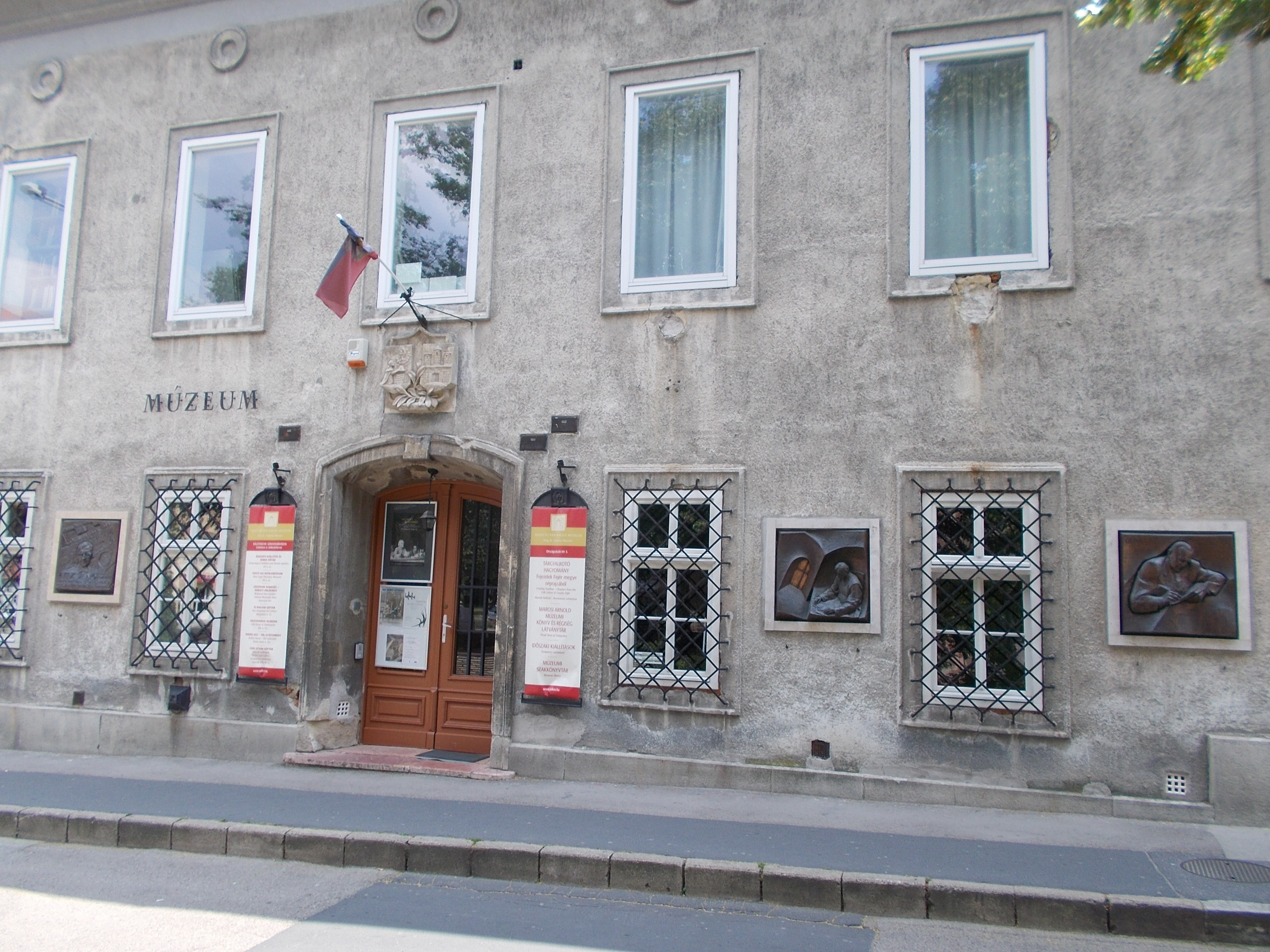
Domborművek az Országzászló téri épület falán